# Alto Bonito Heights
Alto Bonito Heights è un census-designated place (CDP) degli Stati Uniti d'America della contea di Starr nello Stato del Texas. La popolazione era di 342 abitanti al censimento del 2010. È stato creato per distacco dal CDP di La Victoria.

## Geografia fisica
Alto Bonito Heights è situata a 26°18′57″N 98°38′29″W (26.315777, -98.641329).
Secondo lo United States Census Bureau, il CDP ha una superficie totale di 0,13 km², dei quali 0,13 km² di territorio e 0 km² di acque interne (0% del totale).

## Società

### Evoluzione demografica
Secondo il censimento del 2010, la popolazione era di 342 abitanti.

### Etnie e minoranze straniere
Secondo il censimento del 2010, la composizione etnica del CDP era formata dall'87,13% di bianchi, lo 0% di afroamericani, lo 0% di nativi americani, lo 0% di asiatici, lo 0% di oceanici, l'11,11% di altre razze, e l'1,75% di due o più etnie. Ispanici o latinos di qualunque razza erano il 100% della popolazione.